# Sergio Villaseñor
Sergio Villaseñor är en ort i Mexiko.   Den ligger i kommunen Querétaro och delstaten Querétaro Arteaga, i den centrala delen av landet, 190 km nordväst om huvudstaden Mexico City. Sergio Villaseñor ligger 1 969 meter över havet och antalet invånare är 1 238.
Terrängen runt Sergio Villaseñor är platt åt sydväst, men åt nordost är den kuperad. Runt Sergio Villaseñor är det tätbefolkat, med 849 invånare per kvadratkilometer. Närmaste större samhälle är Santiago de Querétaro, 7,2 km sydost om Sergio Villaseñor. Runt Sergio Villaseñor är det i huvudsak tätbebyggt.